# Di Tsukunft
Di Tsukunft war die älteste in Jiddisch erscheinende Literaturzeitschrift der Welt.
Sie erschien seit 1892 in New York und befasste sich in der Entstehungszeit neben der Literatur auch mit Themen wie Kultur, Politik, Wirtschaft und Wissenschaft. Der Herausgeber war der Alveltlekher Jidisher Kultur-Kongres in New York. Ein Vierteljahrhundert lang, von 1913 bis zu seinem Tod 1938, war der bekannte jiddische Schriftsteller Abraham Liessin der Herausgeber der Zeitschrift. Seit 1960 war der Congress for Jewish Culture der Herausgeber der Zeitschrift.
Einige der  Bände der Jahre 1892 bis 1920 können inzwischen (2011) als digitale Ausgaben von den Brandeis University Libraries in New York und spätere Ausgaben von der University of Michigan abgerufen werden.